# 地球动力学与天体测量学研究中心
| 3913 Chemin            | 1986年12月2日  |
| 4602 Heudier           | 1986年10月28日 |
| 4603 Bertaud           | 1986年11月25日 |
| 4892 Chrispollas       | 1985年10月11日 |
| 5576 Albanese          | 1986年10月26日 |
| 5671 Chanal            | 1985年12月13日 |
| 5769 Michard           | 1987年8月6日   |
| 6375 Fredharris        | 1986年10月1日  |
| 6587 Brassens          | 1984年11月27日 |
| 6820 Buil              | 1985年12月13日 |
| 7928 Bijaoui           | 1986年11月27日 |
| 8080 Intel             | 1987年11月17日 |
| 8636 Malvina           | 1985年10月17日 |
| 9553 Colas             | 1985年10月17日 |
| 13499 Steinberg        | 1986年10月1日  |
| 13500 Viscardy         | 1987年8月6日   |
| 13739 Nancyworden      | 1998年9月16日  |
| (17405) 1986 VQ2       | 1986年11月4日  |
| (27704) 1984 WB4       | 1984年11月27日 |
| (55734) 1986 WD6       | 1986年11月27日 |
| (65660) 1985 PM1       | 1985年8月14日  |
| 100122 Alpes Maritimes | 1993年8月15日  |

地球动力学与天体测量学研究中心（法語：Centre de recherches en géodynamique et astrométrie，CERGA）是蔚蓝海岸天文台（OCA）的一个科学部门。研究中心有28名研究人员和许多工程师、技术员，分属于尼斯，格拉斯和Calern（科索尔）等观测站。 其科学活动覆盖多个领域，包括基本天文学、天体力学和空间大地测量学。
CERGA负责月球激光测距实验的多个观测设施，例如月球-激光测望远镜和两个卫星激光站。 
2004年，CERGA在蔚蓝海岸天文台的重组过程中解散。